# Isabegův hamam (Sarajevo)
Isabegův hamam vznikl na místě orientálních tureckých lázní v bosenské metropoli Sarajevu. Slouží jako veřejné lázně a hotel. Lázně se nacházejí v blízkosti Carovy mešity na adrese Bistrik 1.

## Historie
Budova původně tureckých lázní vznikla na místě původní islámské nadace (vakufu), který založil Isa Beg Isaković. Původní budova z konce 15. století byla zničena požárem a v roce 1889 stržena. Dlouhodobě sloužila osmanská armádě a byla zásobována vodou z pramene na vrcholu kopce Bistrik. 
Následná obnova a vznik moderní stavby byl realizován dle projektu chorvatského architekta Josipa Vancaše. Nad stavebními pracemi dohlížel Vjekoslav Toth a celá stavba vznikla v nákladu 41 817 forintů. Budova měla dvě části; jedna z nich dispozičně odpovídala starému hamamu a druhá potom představovala ve své době moderní lázně. Budova byla dokončena a slavnostně otevřena dne 16. února 1891.
Svůj původní účel měla budova až do druhé světové války, po vzniku socialistické Jugoslávie však budova přestala sloužit svému původnímu účelu. Během obléhání Sarajeva byla budova těžce poškozena granátometnou palbou a musela být uzavřena. Rekonstrukce objektu se uskutečnila až s finanční podporou Turecka v 21. století; kromě lázní zde byl vybudován také hotel. Budova byla slavnostně otevřena v roce 2015.